# Холокост в Чашникском районе
Холокост в Ча́шникском районе — систематическое преследование и уничтожение евреев на территории Чашникского района Витебской области оккупационными властями нацистской Германии и коллаборационистами в 1941—1944 годах во время Второй мировой войны, в рамках политики «Окончательного решения еврейского вопроса» — составная часть Холокоста в Белоруссии и Катастрофы европейского еврейства.

## Геноцид евреев в районе
20 (5) июля 1941 года Чашникский район был полностью захвачен немецкими войсками, и оккупация продолжалась до 27 июня 1944 года.
Во всех крупных деревнях района были созданы районные (волостные) управы и полицейские гарнизоны из белорусских коллаборационистов.
Для осуществления политики геноцида и проведения карательных операций сразу вслед за войсками в район прибыли карательные подразделения войск СС, айнзатцгруппы, зондеркоманды, тайная полевая полиция (ГФП), полиция безопасности и СД, жандармерия и гестапо, одной из главных задач которых была реализация программы уничтожения евреев. Только за 1941 — начало 1942 года в районе были убиты и замучены более 3000 евреев.
Одновременно с оккупацией нацисты и их приспешники начали поголовное уничтожение евреев. «Акции» (таким эвфемизмом гитлеровцы называли организованные ими массовые убийства) повторялись множество раз во многих местах. В тех населенных пунктах, где евреев убили не сразу, их содержали в условиях гетто вплоть до полного уничтожения, используя на тяжелых и грязных принудительных работах, от чего многие узники умерли от непосильных нагрузок в условиях постоянного голода и отсутствия медицинской помощи.
Осенью 1941 года нацисты провели в районе первую крупную «акцию» (таким эвфемизмом немцы называли организованные ими массовые убийства) — расстреляли около 300 евреев в местечке Лукомль. Затем были убиты евреи в Чашниках, в Черее, в Краснолуках. На окраине деревни Каменец в июле 1942 года были убиты примерно 95 (80) евреев, но никто из свидетелей расстрела не знал, откуда их пригнали.
За время оккупации практически все евреи Чашникского района были убиты, а немногие спасшиеся в большинстве воевали впоследствии в партизанских отрядах.

## Гетто
Оккупационные власти под страхом смерти запретили евреям снимать желтые латы или шестиконечные звезды (опознавательные знаки на верхней одежде), выходить из гетто без специального разрешения, менять место проживания и квартиру внутри гетто, ходить по тротуарам, пользоваться общественным транспортом, находиться на территории парков и общественных мест, посещать школы.
Реализуя нацистскую программу уничтожения евреев, немцы создавали гетто почти во всех городах и населённых пунктах Беларуси, где проживало еврейское население. Так и в Чашникском районе оккупанты организовали 4 гетто:
- в гетто в деревне Лукомль (лето 1941 — 18 октября 1941) были убиты около 300 евреев.
- в гетто в городе Чашники (лето 1941 — 14 февраля 1942) были замучены и убиты более 2000 евреев.
- в гетто в посёлке Черея (лето 1941 — 5 марта 1942) были убиты более 800 евреев.

### Гетто в Краснолуках
Деревня Краснолуки находилась под немецкой оккупацией с июля 1941 по июль 1944 года.
В книге бывшего командира партизанского отряда Г. Линькова «Война в тылу врага» на примере Краснолук описано, как немцы привлекали людей в полицаи: «…Немцы не расстреливали евреев повсеместно, а проводили акции уничтожения в течение всей первой военной зимы, стараясь привлечь к этому местное население. Таким образом поступили в деревне Кащено Витебской области. Вызвали людей в помещение школы и объявили, что они назначены полицейскими. Назначение спрыснули самогоном. Затем полицейских повезли в местечко Краснолуки и приказали расстрелять еврейскую семью. А когда была успешно завершена первая операция, перед полицейскими раскрыли сундуки расстрелянных…».
После оккупации немцы, реализуя нацистскую программу уничтожения евреев, организовали в местечке гетто. Узников использовали на принудительных работах. 6 марта 1942 года немецкий карательный отряд окружил деревню и согнал всех евреев — более 300 (305) человек, в одно место. Почти все из обреченных — это местные женщины, старики и дети, и ещё примерно 50 евреев-беженцев. Их вывели к карьеру кирпичного завода в 1 километре от местечка и убили из пулеметов и автоматов. Из ямы смогла выползти и уйти одна тяжело раненая еврейка, но её поймали и убили уже на следующий день.
Останки убитых были захоронены в 1970-х годах на средства родственников с ограждением территории и установкой обелиска на месте братской могилы.

## Память
Жертвам геноцида евреев в Чашникском районе во времена Катастрофы установлены памятники в Лукомле, Чашниках, Черее и Краснолуках.
Опубликованы неполные списки убитых в Чашникском районе евреев.

## Случаи спасения и «Праведники народов мира»
Пять человек из Чашникского района были удостоены почётного звания «Праведник народов мира» от израильского мемориального института «Яд ва-Шем» «в знак глубочайшей признательности за помощь, оказанную еврейскому народу в годы Второй мировой войны».
- Бурко Филипп, Бурко Зинаида, Карякина (Бурко) Мария и Сметанина (Бурко) Галина — за спасение Грибовой (Фридман) Людмилы в деревне Болюто[26];
- Бирюкова Евдокия — за спасение Гольберг (Гуревич) Галины в деревне Заборье[27].